# Данієль Коен
Данієль Коен (фр. Daniel Cohen; нар. 1 січня 1964, Джерба) — французький кінорежисер, сценарист та актор.

## Біографія
Народився на туніському острові Джерба, в сім'ї годинникарів. Закінчив школу театру Шарля Дюллена (фр. l’École de Théâtre Charles Dullin), а згодом Вищу школу аудіовізуалізації (фр. l’École Supérieure de Réalisation Audiovisuelle). Спочатку він актор, а потім і режисер більш ніж тридцяти п'єс Шекспіра, Мольєра, Фейдо, Пінтера, Гольдоні, і т. д.
1998 року написав сценарій і зняв свій перший повнометражний фільм  Життя принца . Після чого зняв ще два повнометражні фільми за власним сценарієм: Два світи (2007) та Шеф (2012). Як актор зіграв у близько 15 фільмах.

## Творчість

### Сценарій та режисерська робота
- 1998 — Життя принца (фр. Une vie de prince)
- 2004 — Який сенс вибирати зелень? (фр. À quoi ça sert de voter écolo?), короткометражне кіно (тільки як сценарист)
- 2004 — Велика роль (фр. Le grand rôle) (тільки як сценарист)
- 2007 — Два світи (фр. Les deux mondes)
- 2012 — Шеф

### Акторська робота
| Рік  | Назва українською                         | Оригінальна назва                          | Персонаж             |
| ---- | ----------------------------------------- | ------------------------------------------ | -------------------- |
| 1998 | Життя принца                              | Une vie de prince                          | Реймонд              |
| 2003 | Трістан                                   | Tristan                                    | Комісар              |
| 2003 | Людина, істина                            | Un Homme, un vrai                          | Містер Сунер         |
| 2004 | Атомний цирк, повернення Джеймса Баталльї | Atomik Circus, le retour de James Bataille | Художник             |
| 2004 | Королі та королеви                        | Rois et Reine                              | Гінеколог            |
| 2004 | Велика роль                               | Le grand rôle                              | Інспектор поліції    |
| 2007 | Два світи                                 | Les Deux Mondes                            | Ріме Кієль           |
| 2009 | Останній романтик планети Земля           | Les Derniers jours du monde                | Соціолог             |
| 2009 | Коко                                      | Coco                                       | Мімо                 |
| 2010 | Все, що блищить                           | Tout ce qui brille                         | Маріс                |
| 2010 | Убий мене, будь ласка                     | Kill Me Please                             | Жан-Марк             |
| 2011 | Раптом я суму за всіма                    | Et soudain, tout le monde me manque        | раввін Ючновскі      |
| 2011 | Кіт раввіна                               | Le Chat du rabbin                          | раввін (озвучування) |
| 2012 | Радіозірки                                | Radiostars                                 |                      |
| 2012 | Правда якщо я вільний! 3                  | La Vérité si je mens ! 3                   | Мосьє Феллуз         |